# FLIP Fabrique
 (février 2023).
FLIP Fabrique est une compagnie de cirque contemporain de la ville de Québec. Elle est fondée en 2011 par 7 artistes : Bruno Gagnon, Camila Comin, Christophe Hamel, Francis Julien, Hugo Ouellet-Côté, Jade Dussault et Jérémie Arsenault.
Depuis sa création, la troupe se produit à travers le monde avec les spectacles de tournées Attrape-moi, Transit, Blizzard, Six° et Muse.
FLIP Fabrique présente depuis 2015 des spectacles de cirques extérieurs gratuits à Québec, à savoir les spectacles Crépuscule, Féria et Récréation. 
Leurs spécialités : trampo-mur, cerceau aérien, jonglerie, hula-hoop, sangles aériennes et diabolo.

## Spectacles de tournées

### Attrape-moi (2012)
Leur premier spectacle de tournée est Attrape-moi, mis en scène par Olivier Normand. Il est présenté au festival Montréal complètement cirque à la TOHU en 2013. Il est aussi  présenté au Chamäleon (Varieté) (de) Theater de Berlin pour une résidence de 6 mois, de mars à août 2014, où le spectacle est présenté plus de 150 fois.  Ils  s’arrêtent aussi à New York, à Chicago et à Paris pour présenter Attrape-moi[source secondaire souhaitée].

### Transit (2016)
Transit est le deuxième spectacle de la compagnie FLIP Fabrique. Présenté lui aussi lors du festival Montréal complètement cirque, il est mis en scène par Alexandre Fecteau. Conçu pour être un spectacle accessible à toute la famille, léger et ludique, ce spectacle de la compagnie est aussi présenté à travers le monde. FLIP Fabrique s’arrête aux Pays-Bas, en Belgique et à Paris. Le spectacle revient à Paris en 2020.

### Blizzard (2019)
Blizzard est le troisième spectacle de la compagnie de cirque québécoise et implique pour la toute première fois - pour un de ses spectacles de tournée - un musicien en direct sur scène.

### Six° (2020)
Six° est créé alors que la Pandémie de Covid-19 bat son plein. Les artistes effectuent la création isolés, en minimisant le contact avec des personnes ne faisant pas partie de l'équipe.
Six° mise sur une trame narrative plus linéaire. L'oeuvre s'inspire de la théorie des Six degrés de séparation et fait écho aux 6 pieds de Distanciation physique alors proposés au Canada anglais et aux États-Unis.
Ce spectacle présente notamment des numéros de jonglerie, d'Équilibrisme, de hula hoop et de Slackline[source secondaire souhaitée].

## Spectacles d'été à Québec

### Crépuscule (2015)
Crépuscule raconte l’histoire d’un village suspendu inventé par de grands enfants. Le spectacle est mis en scène par Olivier Normand, 19 artistes font partie de la distribution. Dans ce spectacle, les costumes sont plutôt sobres et rappellent des vêtements sportifs. Il s’agit d’un spectacle offert par la ville de Québec gratuitement aux citoyens, présenté 6 soirs par semaine durant l’été 2015, du 21 juillet au 6 septembre à l'Agora du Vieux-Port de Québec.  

### Crépuscule: Raviver les braises (2016)
Pour le deuxième volet de Crépuscule, le spectacle se déroule dans un univers mystérieux où carcasses de voitures, lampadaires et flammes sont visibles au loin. Les artistes sont mis en valeur dans un monde nouveau, à l’allure apocalyptique.  Durant la présentation du spectacle d’une durée d’une heure, les artistes sont accompagnés du groupe électro pop Valaire.
Le spectacle est mis en scène par Olivier Normand, 15 artistes font partie de la distribution. Une mise en scène dite plus poétique que son prédécesseur, ce spectacle met en valeur la musique de Valaire. Lors de Raviver les braises, les spectateurs peuvent voir un numéro de barre russe, de trampo-mur et un duo-équilibriste.  Le spectacle est présenté gratuitement du 22 juillet au 4 septembre 2016, 6 soirs par semaine à l'Agora du Vieux-Port de Québec,.

### Crépuscule: Vents et Marées (2017)
Le spectacle est mis en scène par Olivier Lépine, la distribution est composée de 13 artistes et accompagnée de 3 musiciens. Les musiciens accompagnent en direct les artistes sur scène. Il est possible d'y retrouver, entre autres, un numéro d’anneaux chinois, de trampo-mur, de cadre coréen et de roue allemande. Vents et Marées est présenté du 4 d’août au 3 septembre 2017, 6 soirs par semaine à l'Agora du Vieux-Port de Québec.

### Féria (2018)
Pour son quatrième été à l’Agora Port de Québec, la distribution est composée de 13 artistes et d’un musicien qui performe en direct tous les soirs sur scène. Dans le spectacle d’une durée d’une heure, il est possible d’y voir un numéro de trapèze, de trampo-mur et d’autres acrobaties. Féria est présenté durant l’été 2018.

## Événements spéciaux

### Défilé du Carnaval de Québec
En 2019, FLIP participe au défilé réinventé du Carnaval de Québec. Pour l’occasion, les artistes défilent sur un char allégorique créé spécialement pour l’événement. Un numéro unique est créé : La ruelle. Mis en scène par Raphaël Posadas, les spectateurs peuvent y voir un numéro de trampo-mur, un cracheur de feu et plusieurs autres acrobaties[source secondaire souhaitée].

### Le cirque donne vie à Petrouchka
Lors du spectacle Le cirque donne vie à Petrouchka présenté au Grand Théâtre de Québec, les artistes de FLIP s’associent à l'orchestre symphonique de Québec. L’orchestre symphonique est dirigé par Fabien Gabel et le numéro présenté par la compagnie de cirque est mis en scène par Olivier Lépine. Pour l'occasion, le nombre de musiciens est augmenté à 80. Lors du spectacle, il y a des numéros de sangles aériennes en solo et en duo, ainsi qu’un numéro de trampo-mur.